# Joana Aguiar
Joana Várzea Aguiar (Lisboa, 12 de agosto de 1998) é uma atriz portuguesa.

## Carreira
Estreou-se em representação no ano de 2014 substituindo a sua irmã gémea Inês Aguiar, que estava doente, interpretando o papel da sua irmã, a Carlota Vaz na telenovela da SIC, Mar Salgado. Mais tarde, em 2015, ganhou um papel no fim da mesma telenovela como irmã perdida de Carlota, a Cláudia.
Em 2016, estreou-se na TVI, com uma participação especial na telenovela A Única Mulher, no papel de Filipa.
Em 2019, regressou à SIC integrando o elenco da telenovela Nazaré no papel de Érica Blanco.
Em 2020 é escolhida para ser uma das protagonistas da novela da SIC, Amor Amor, cuja estreia iria ocorrer em 2021, interpretando Sandra Pereira.
Em 2021, estreou-se como apresentadora na emissão do episódio de 29 de maio do programa Estamos em Casa da SIC.

## Filmografia

### Televisão
| Ano         | Projeto                  | Papel                               | Notas                        | Canal |
| ----------- | ------------------------ | ----------------------------------- | ---------------------------- | ----- |
| 2014        | Mar Salgado              | Carlota Vaz                         | Participação Especial        | SIC   |
| 2015        | Mar Salgado              | Cláudia                             | Participação Especial        | SIC   |
| 2016        | A Única Mulher           | Filipa «Pipa» Apuim                 | Elenco Principal             | TVI   |
| 2018 - 2020 | Onde Está Elisa?         | Matilde Pires                       | Elenco Principal             | TVI   |
| 2018 - 2019 | A Teia                   | Leonor Damásio                      | Participação Especial        | TVI   |
| 2019 - 2021 | Nazaré                   | Érica Blanco                        | Elenco Principal             | SIC   |
| 2021 - 2022 | Amor Amor                | Sandra «Sandy» Carina Pinto Pereira | Protagonista                 | SIC   |
| 2021        | Estamos em Casa          | Ela própria                         | Apresentadora                | SIC   |
| 2021        | A Serra                  | Sandra «Sandy» Carina Pinto Pereira | Atriz Convidada de Amor Amor | SIC   |
| 2022        | Lua de Mel               | Sandra «Sandy» Carina Pinto Pereira | Protagonista                 | SIC   |
| 2023 - 2024 | Flor Sem Tempo           | Filipa Fontes                       | Elenco Principal             | SIC   |
| 2025        | A Máscara (5ª Temporada) | Cupcake                             | Concorrente                  | SIC   |
| 2025        | A Herança                | Mariana Novais                      | Elenco Principal             | SIC   |

### Cinema
| Ano  | Título             | Personagem |
| ---- | ------------------ | ---------- |
| 2016 | A SECRET OF SINTRA | —          |
| 2017 | Leviano            | Matilde    |
| 2017 | O Fim da Inocência | Mônica     |